# Kuşlukçayırı, Çermik
Kuşlukçayırı là một xã thuộc huyện Çermik, tỉnh Diyarbakır, Thổ Nhĩ Kỳ. Dân số thời điểm năm 2008 là 914 người.